# Pan Cogito
Pan Cogito (łac. myślę) – postać występująca w wierszach Zbigniewa Herberta. Po raz pierwszy pojawił się w piątym tomie poezji pt. Pan Cogito wydanym w 1974.

## Proces twórczy
Pomysł na postać Pana Cogito (ZH: „jegomość w naszym krytycznym wieku i naszych krytycznych czasach”,,jegomość w naszym wieku, który stara się walczyć z rozpaczą”) Herbert zanotował w Kazimierzu nad Wisłą prawdopodobnie pod koniec września 1962 roku: ,,Pan Cogito – cykl poetycki o przygodach świadomości; od prostych – postrzeżenie, wyobrażenie do halucynacji, ekstaz mistycznych”.
Zarys postaci Pana Cogito widać już w wierszach tworzonych przez Zbigniewa Herberta w Wiedniu (1965/1966 rok). Pierwsze publikowane w polskiej prasie utwory z tą personą pochodzą z roku 1969, ale rzeczywistą mocną formę postaci Pana Cogito poeta komponował w Stanach Zjednoczonych (1970/1971 rok), gdzie wykładał na California State College. Przy okazji tworzenia cyklu poezji z narracją Pana Cogito, Herbert odszedł od wiersza regularnego. Postać Pan Cogito pojawia się także w tomie Raport z oblężonego miasta.

## Charakterystykapersony/maski
Badacze literatury określają postać Pana Cogito jako tzw. personę. Według innych (lub wymiennie) – dzięki zabiegowi swojego twórcy zakłada ona tzw. maskę (jest maską liryczną autora), by komentować i analizować rzeczywistość. Sam Zbigniew Herbert zgadzał się na tę interpretację, ale też bardziej skłaniał się do określenia Pana Cogito jako „metody”, która pozwala odizolować się, zobiektywizować to, co jest wstydliwe, jednostkowe, podmiotowe. Postać Pana Cogito przygląda się światu z obiektywizmem, zwraca się także często w przeszłość (np. wiersz Kaligula) natomiast stosunek autora do stworzonej postaci jest pełen dystansu i ironii.
Imię bohatera pochodzi od łacińskiej sentencji Kartezjusza: Cogito ergo sum (Myślę, więc jestem). Pan Cogito pojawia się w późniejszej twórczości Zbigniewa Herberta. Poeta, który zawsze unikał bezpośrednich wypowiedzi, tworzy bohatera mającego wiele cech twórcy, a równocześnie uosabiającego współczesnego człowieka – inteligentnego i wykształconego oraz przy tym niemogącego pogodzić się z otaczającym go światem i sytuacją w państwie. Choć ma silny kręgosłup moralny, jest nieugięty i wierny swoim wartościom, to walczy także z niepewnością i zwątpieniem, a to właśnie świadczy o jego heroizmie. Pan Cogito w zależności od tematyki wiersza, wciela się w różne role – jest m.in. mędrcem pokolenia (Przesłanie Pana Cogito), etykiem (Pan Cogito rozmyśla o cierpieniu) i in. W zależności od utworu, Pan Cogito jest albo pierwszoosobowym podmiotem wiersza (Pan Cogito myśli o powrocie do rodzinnego miasta), albo trzecioosobowym bohaterem danego wiersza, patrzy „z zewnątrz” (Pan Cogito czyta gazetę i in.).